# José Zabala
José Zabala (* 5. Februar 1999) ist ein argentinischer Leichtathlet, der im Mittel- und Langstreckenlauf an den Start geht.

## Sportliche Laufbahn
Erste internationale Erfahrungen sammelte José Zabala im Jahr 2016, als er bei den U18-Südamerikameisterschaften in Concordia in 8:50,54 min die Bronzemedaille im 3000-Meter-Lauf gewann. Im Jahr darauf gewann er bei den U20-Südamerikameisterschaften in Leonora in 4:02,51 min die Silbermedaille im 1500-Meter-Lauf und belegte in 42,63 s den vierten Platz mit der argentinischen 4-mal-100-Meter-Staffel. Zudem gewann er mit der 4-mal-400-Meter-Staffel in 3:35,94 min die Bronzemedaille. Anschließend gelangte er bei den U20-Panamerikameisterschaften in Trujillo mit 3:50,46 min auf den fünften Platz. 2018 wurde er bei den U23-Südamerikameisterschaften in Cuenca mit 4:15,78 min Elfter über 1500 Meter und kam über 5000 Meter nicht ins Ziel. 2021 gelangte er bei den U23-Südamerikameisterschaften in Guayaquil mit 15:14,27 min auf den zwölften Platz im 5000-Meter-Lauf und anschließend gewann er bei den erstmals ausgetragenen Panamerikanischen Juniorenspielen in Cali in 3:45,79 min die Bronzemedaille über 1500 Meter hinter dem Costa-Ricaner Juan Diego Castro und Santiago Catrofe aus Uruguay. Im Jahr darauf gewann er bei den Ibero-Amerikanischen Meisterschaften in La Nucia in 3:44,45 min die Silbermedaille hinter dem Portugiesen Isaac Nader und anschließend belegte er bei den Südamerikaspielen in Asunción in 3:44,42 min den vierten Platz.
2023 belegte er bei den Südamerikameisterschaften in São Paulo in 4:08,86 min den neunten Platz über 1500 Meter und kam über 5000 Meter nicht ins Ziel. Anschließend gelangte er bei den Panamerikanischen Spielen in Santiago de Chile mit 3:41,49 min auf Rang acht. Im Jahr darauf belegte er bei den Hallensüdamerikameisterschaften in Cochabamba in 4:07,09 min den fünften Platz über 1500 Meter.
2023 wurde Zabala argentinischer Meister im 5000-Meter-Lauf.

## Persönliche Bestzeiten
- 1500 Meter: 3:49,05 min, 1. April 2022 in Concepción del Uruguay
  - 1500 Meter (Halle): 4:07,09 min, 27. Januar 2024 in Cochabamba
- 3000 Meter: 8:03,23 min, 3. April 2022 in Concepción del Uruguay
- 5000 Meter: 13:56,16 min, 27. März 2021 in Concepción del Uruguay